# BMW iX1
A BMW iX1 (modellkód: U11 BEV) egy akkumulátoros elektromos, szubkompakt luxus crossover SUV autótípus. A BMW X1 sorozatának 2022-ban bemutatott 3. generációjának elektromos változata.

## Áttekintés
Az iX1 a BMW-nek az SUV (vagy ahogy a BMW hirdeti: SAV, azaz Sport Activity Vehicle) autótípusainak a 2022-ben bemutatott, tisztán elektromos meghajtású modellje, mely a legkisebb méretű a BMW elektromos autói között. Az alapjául szolgáló X1 a belépő szintet képviseli a BMW városi terepjárói között, aminek 2022-ben mutatták be a harmadik generációját, melynek elektromos hajtásláncú változata önálló típusnevet kapott, ez a BMW iX1. A típus alapvetően átvette az aktuális BMW-k vonásait, de némileg visszafogottabbak, mint a legtöbb 2022 körül megújult BMW-modell esetében.
A BMW iX1 méretileg kisebb, mint az iX3, de egy valamelyest hosszabb, szélesebb és magasabb is, mint az X1 első generációja volt. Méretében vetélytársai a Volvo XC40 Recharge, a Mercedes-Benz EQA és az Audi Q4 e-tron, emellett nem sokkal nagyobb a Nissan Leafnél sem.
Az autó orrán az elektromos BMW-knél megszokott lefalazott vesék láthatóak, amit az iX1 esetében függőleges kamu rácsozással tették látványosabbá. A vesék alján sincs légbeömlő nyílás, a hűtéshez szükséges levegő a lökhárító alján jut be. Az első fényszórók a LED mátrix rendszerűek, így az egyes LED-ek lekapcsolásával elkerülhető a többi közlekedő elvakítása, ugyanakkor az út többi részét jól láthatóan megvilágítja. A légellenállás csökkentése érdekében az ajtók kilincsei besimulnak az ajtóba. Az autó légellenállása viszonylag alacsony, 0,26-os légellenállási együtthatóval rendelkezik. Az autó hátsó túlnyúlása minimális, de így is jelentős a csomagtartó mérete. A csomagtartó térfogata 490 liter, de a hátsó ülések háttámlájának előredöntésével tovább növelhető a teljes hátsó üléssor lehajtása nélkül is. A 40-20-40 arányban külön is dönthető háttámlákat teljesen lehajtva a csomagtér térfogata 1495 literesre növelhető. A csomagtartó alatt van hely a kábelek és a kötelező tartozékok számára. A csomagtartóban 12 V-os csatlakozó, világítás, rögzítési pontok és akasztók is találhatók. A csomagtér ajtó motoros, és akár láblendítéssel is nyitható és zárható.
Az ajtókon teljesen új kialakítású az ajtó becsukásához használható kapaszkodó. A kormányon lévő kezelőszervek szintén a BMW iX-ből származnak. A két pohártartó mellett két USB-C aljzat és egy vezeték nélküli telefontöltő is található. Ez utóbbiba állítva lehet betenni a telefon, amit egy rácsukható keret tart a helyén.  Az első ülések motorosan állíthatóak. A BMW-knél megszokott módon az ülőlap hossza manuálisan több lépésben állítható.
A műszerfalon egyetlen ívelt felületre helyezett két kijelzőt helyeztek el. Az infotainment rendszer, és ezzel együtt a megjelenítés is a 8-as operációs rendszer stílusát és tudását hozza. Látható rajta az akkumulátor százalékos töltöttsége és a még megtehető hatótávolság. A 10,7 colos, középső érintőképernyő bal szélén fix menüpontok segítenek a leggyakrabban használt funkciók elérésében, de a képernyő alján megjelenő klímaszabályozás is állandó.A hőmérséklet mellett, de a kormány- és ülésfűtés is állítható rajta. A sofőr előtti képernyő átlója 10,25 col. A legfontosabb paramétereket a BMW iX1 a szélvédőre is ki tudja vetíteni.

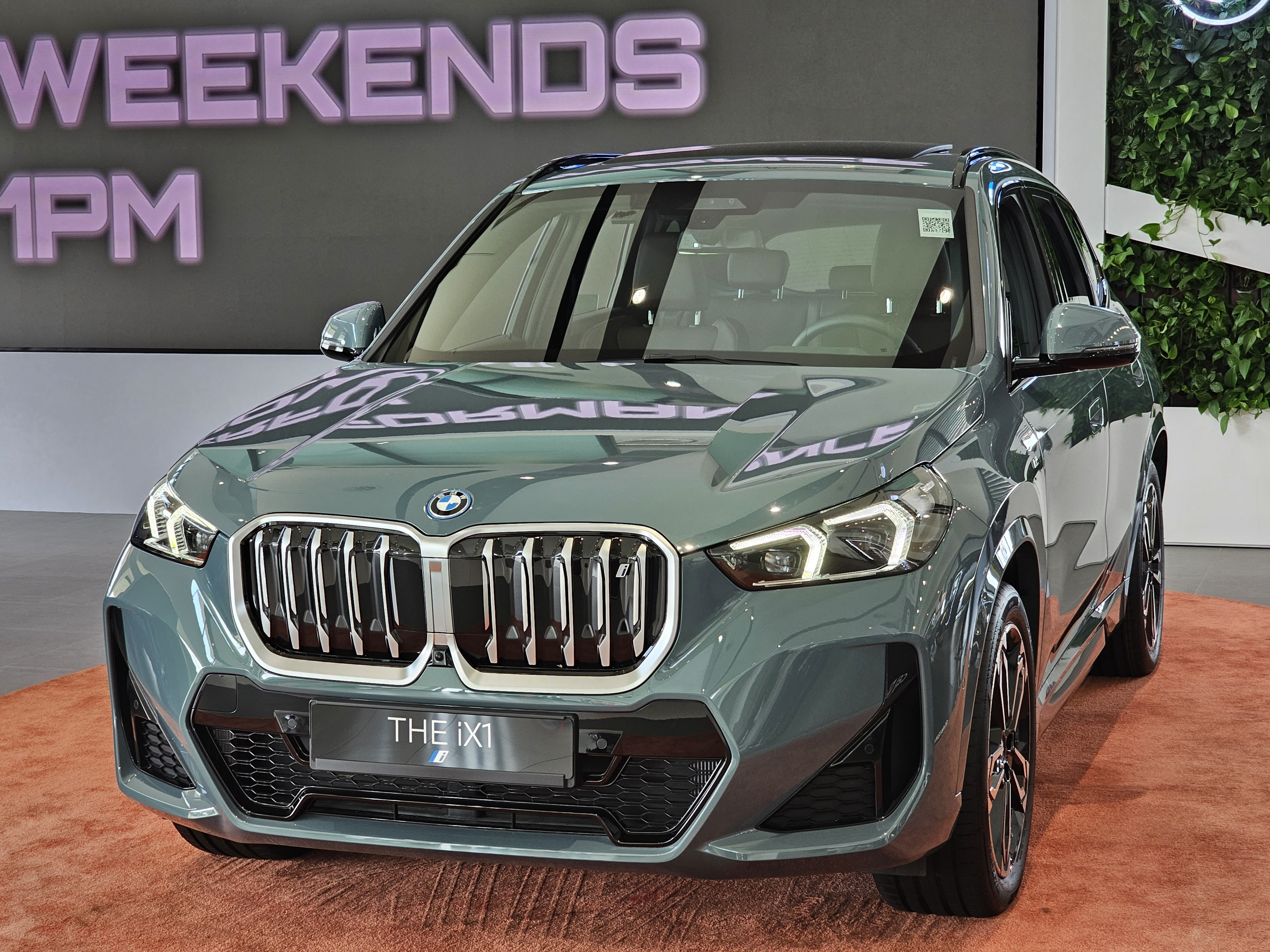
Elölnézetből
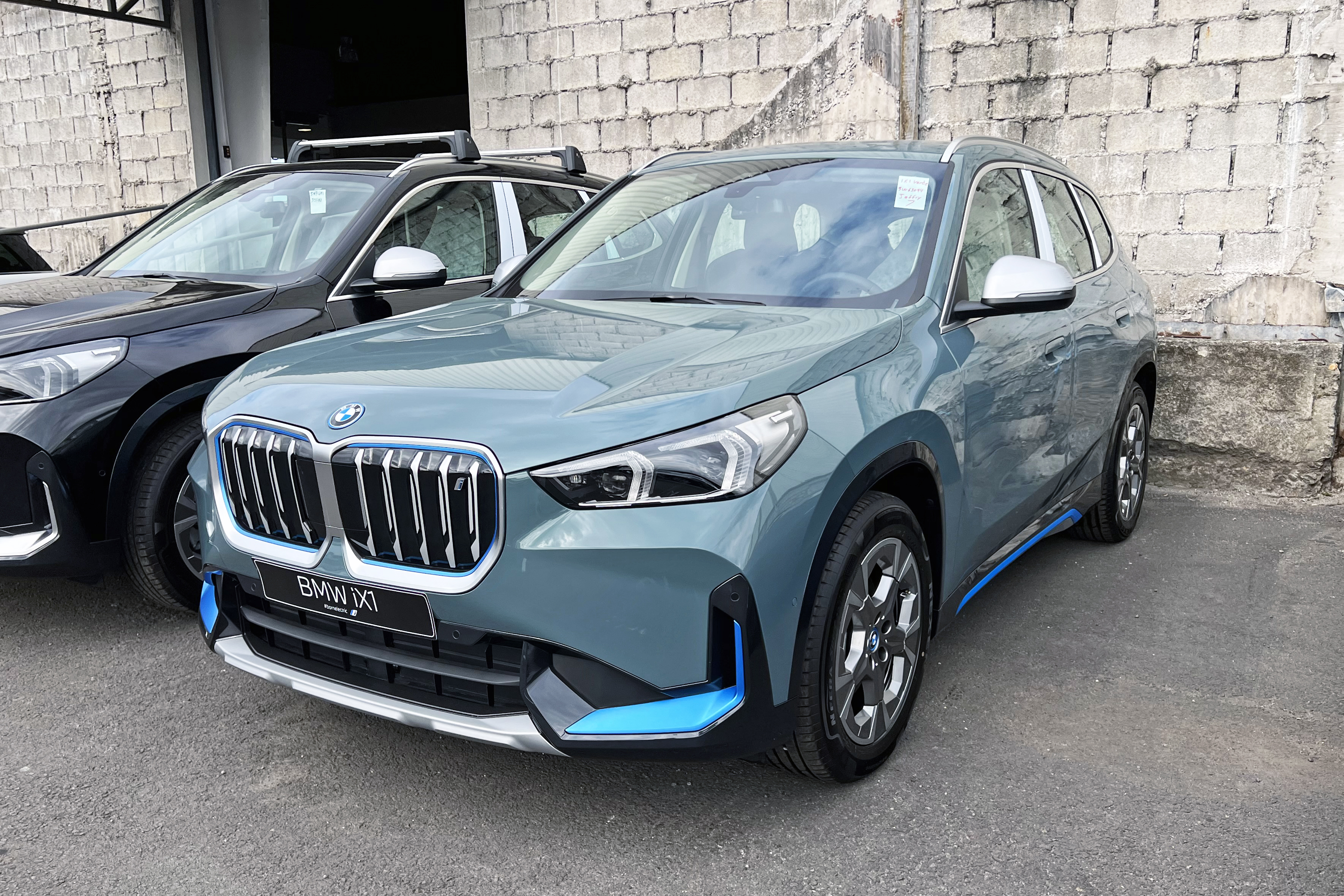
Elölnézetből
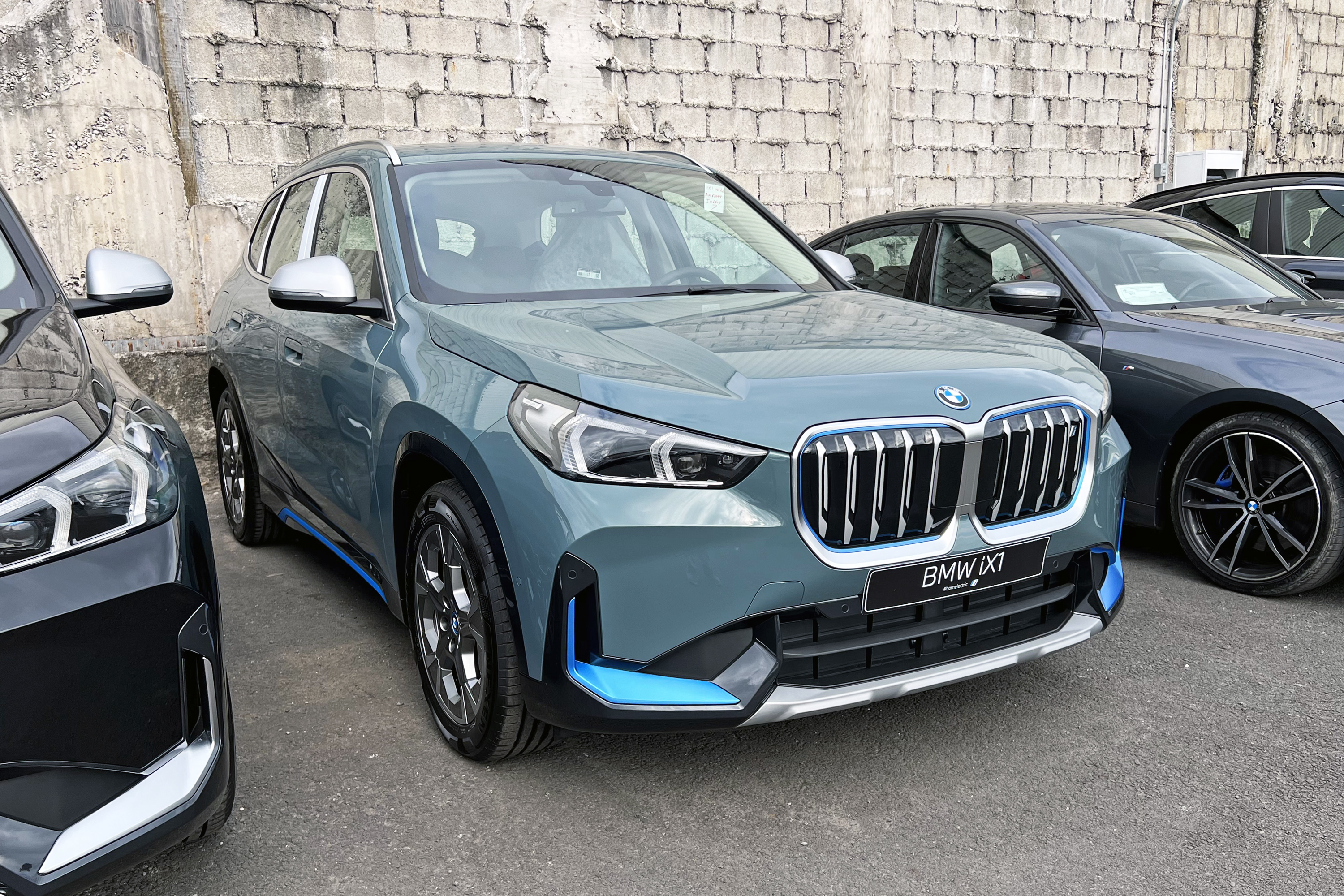
Elölnézetből
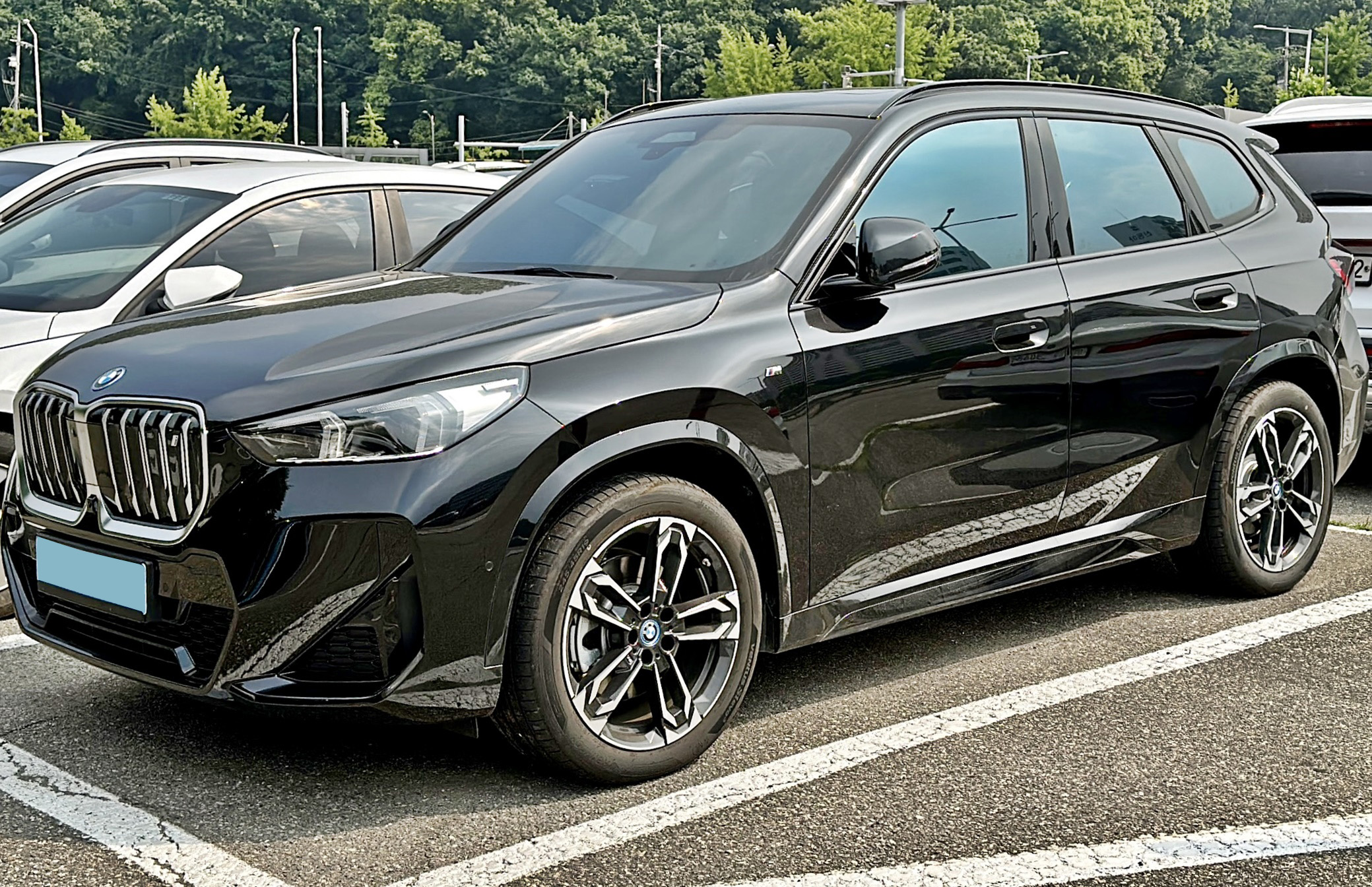
Elölnézetből
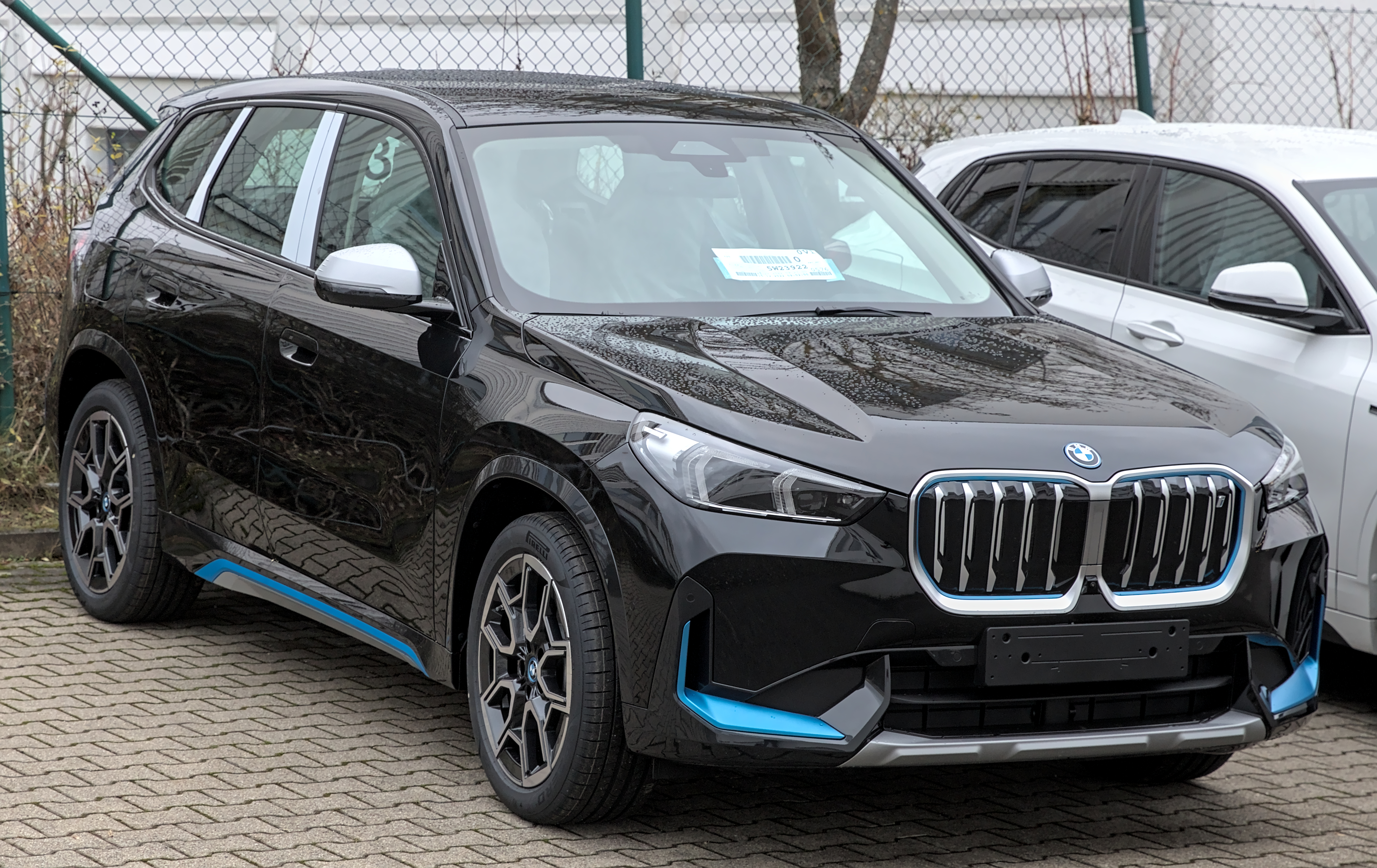
Elölnézetből
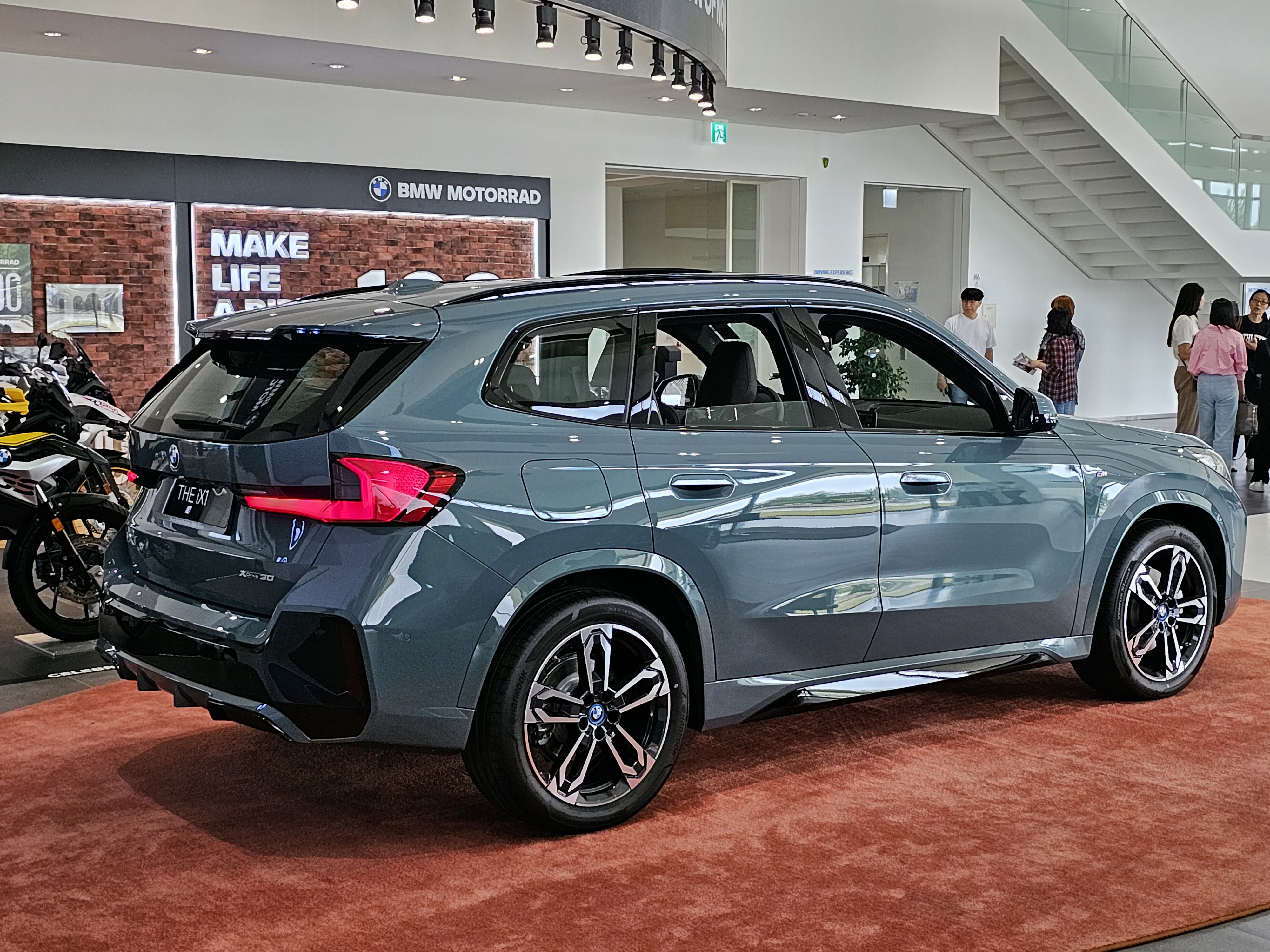
Hátulnézetből
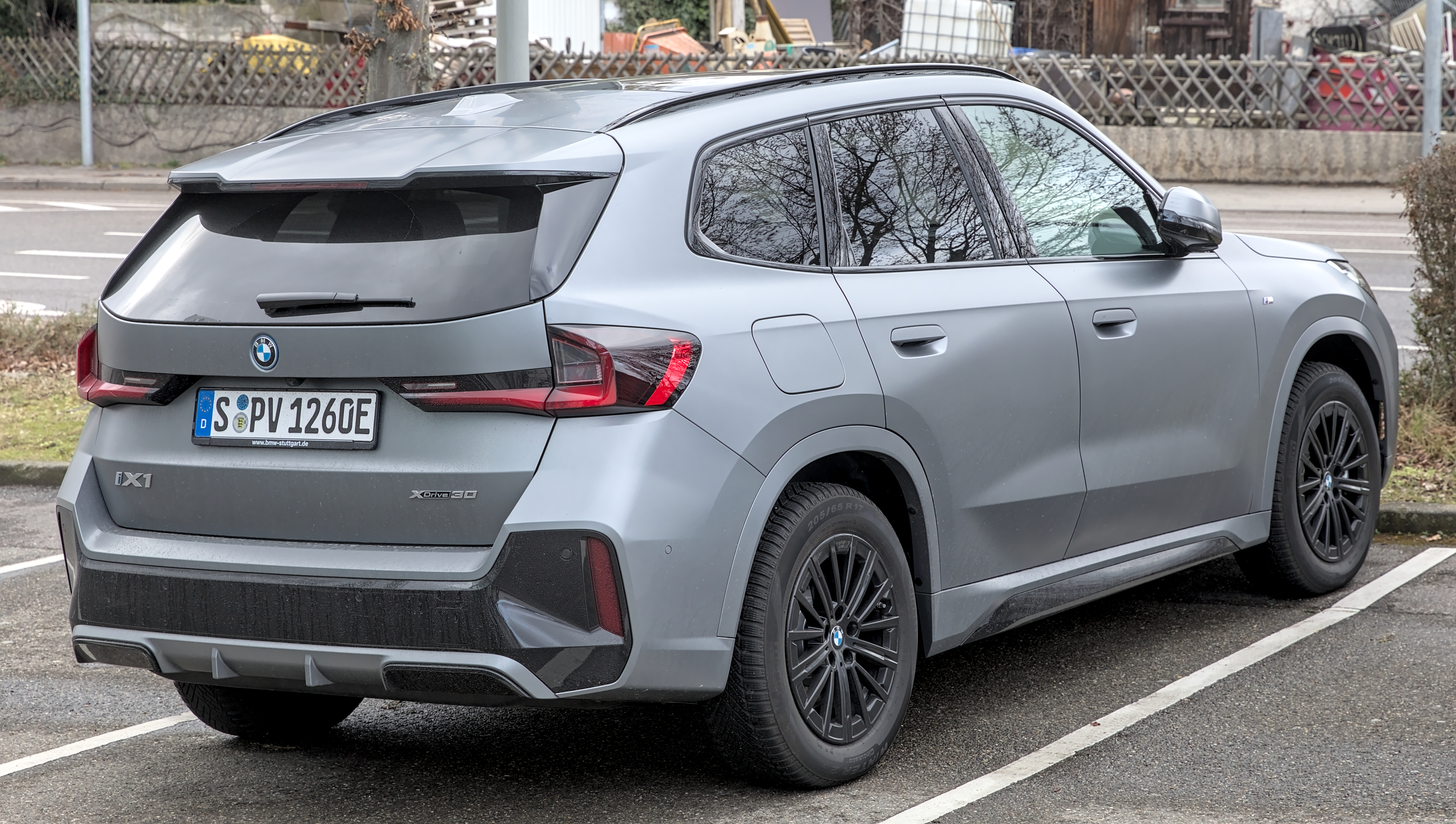
Hátulnézetből
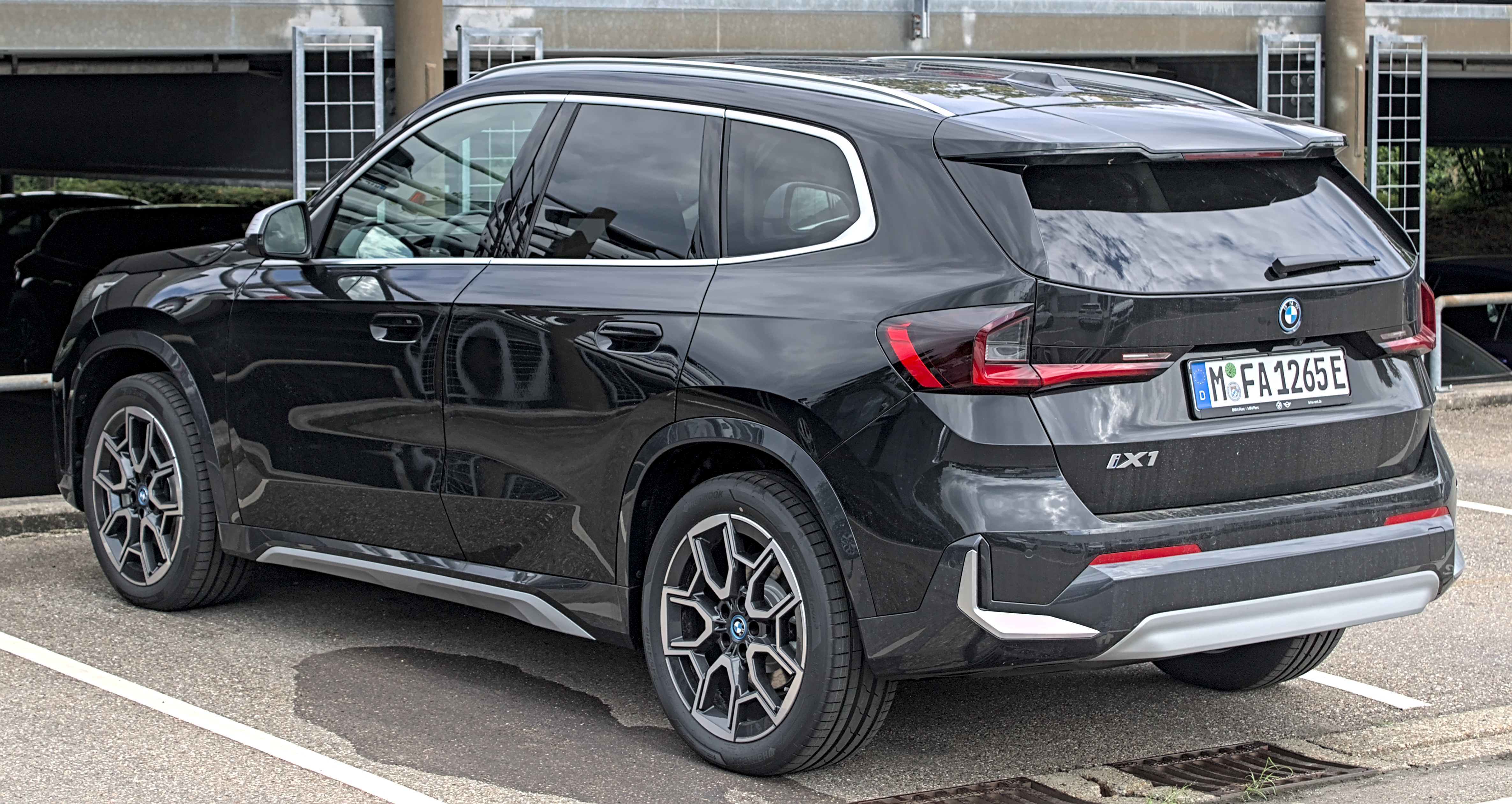
Hátulnézetből
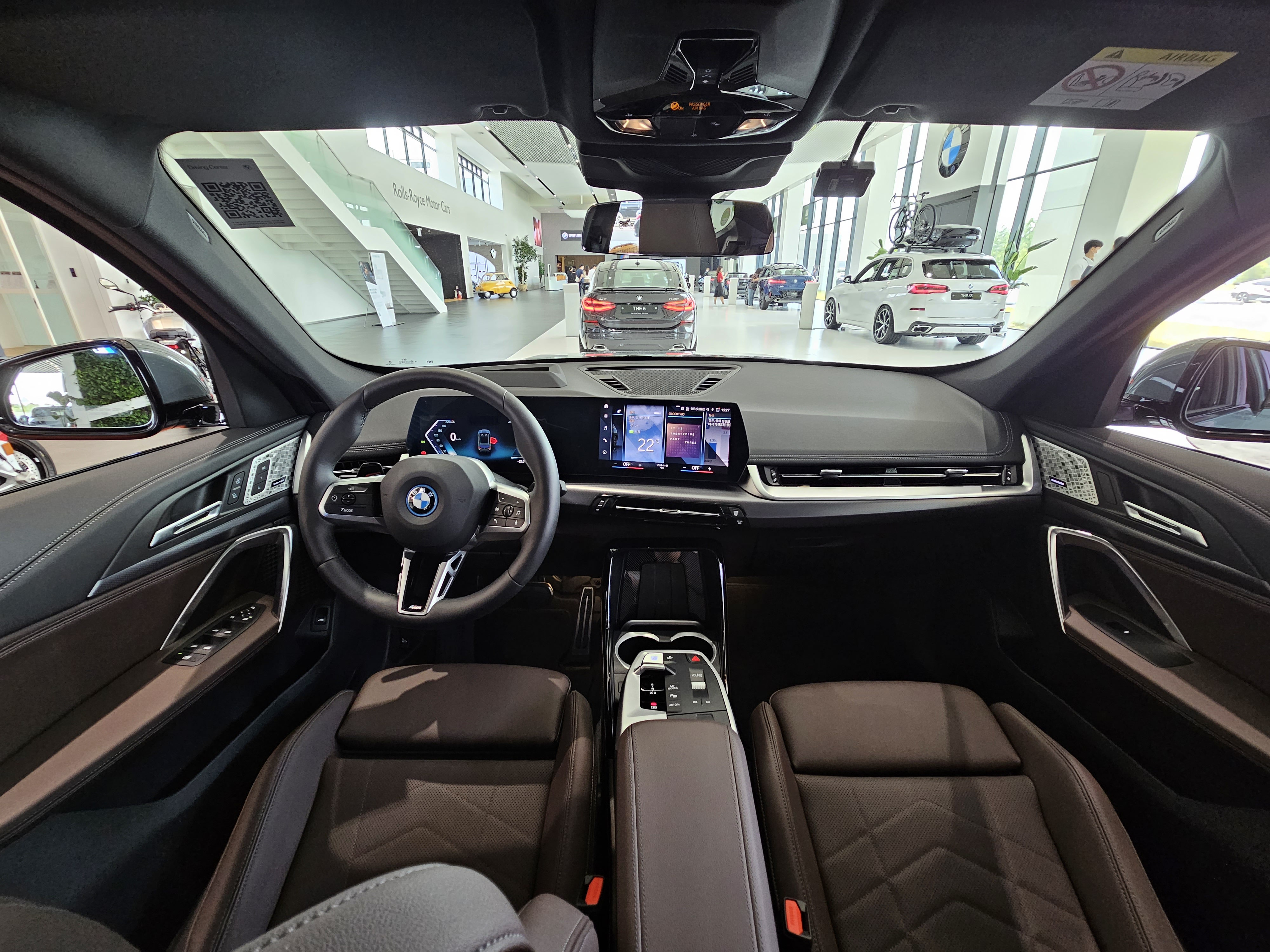
A BMW iX3 belső tere
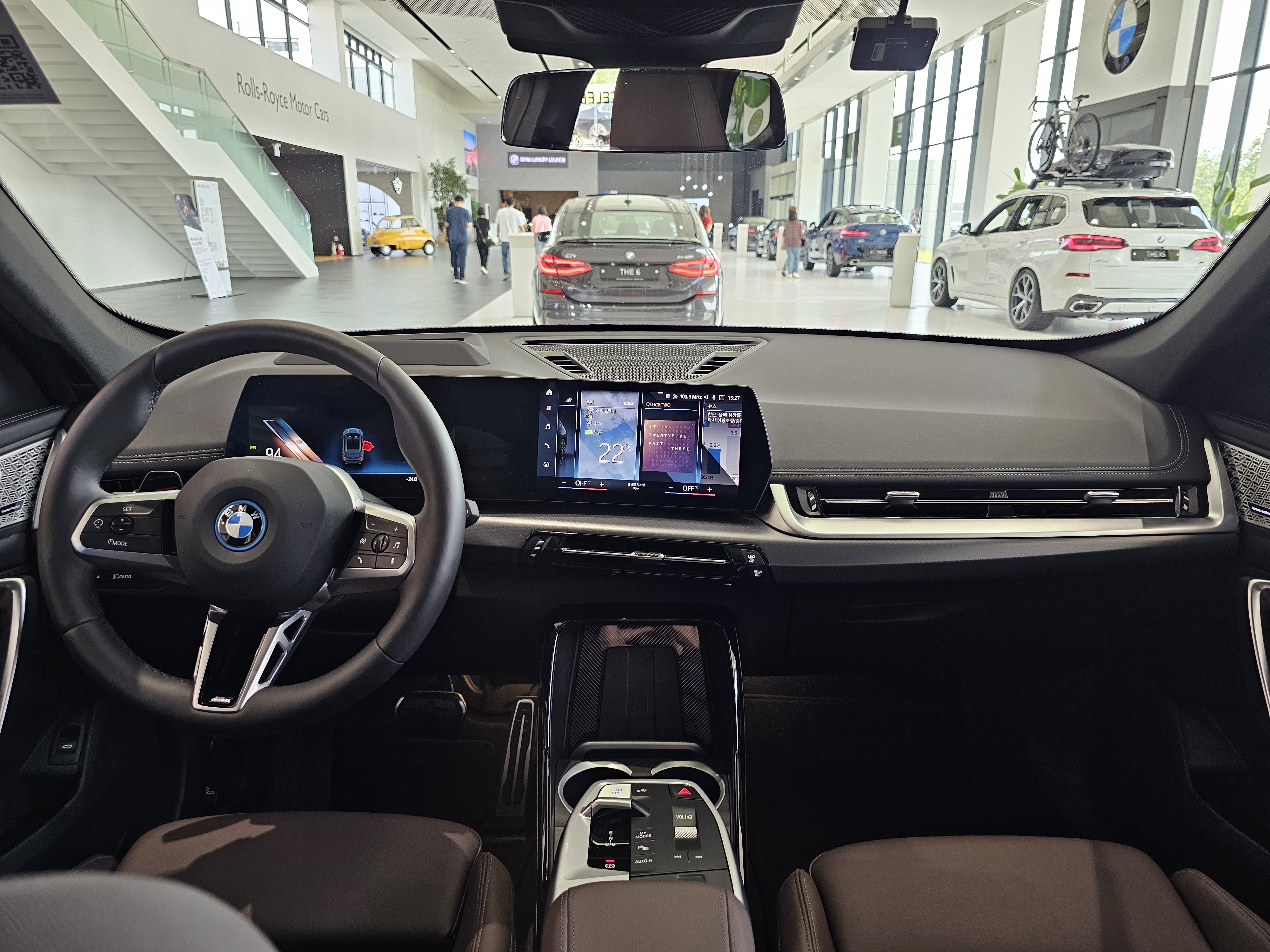
A BMW iX3 belső tere
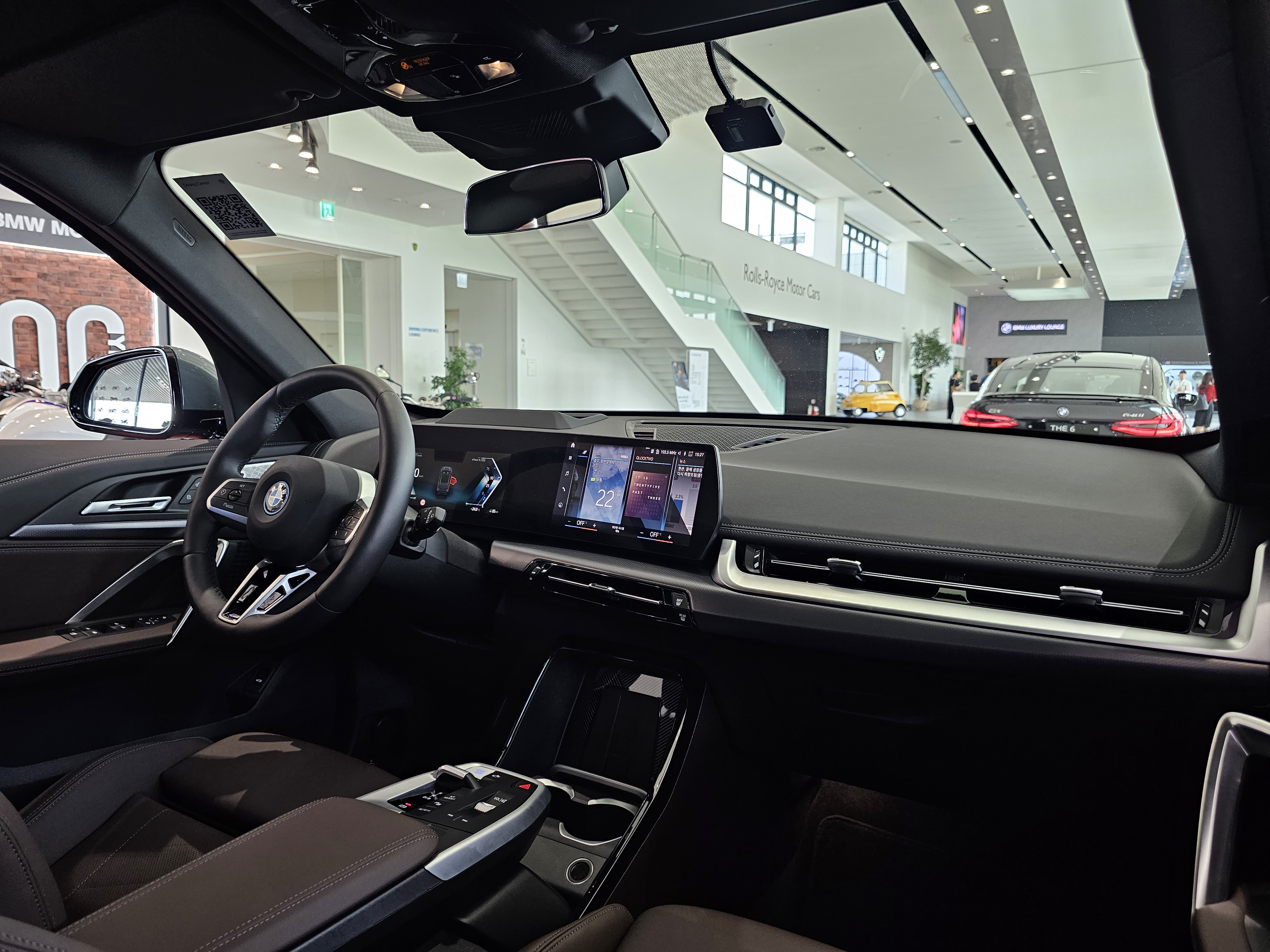
A BMW iX3 belső tere
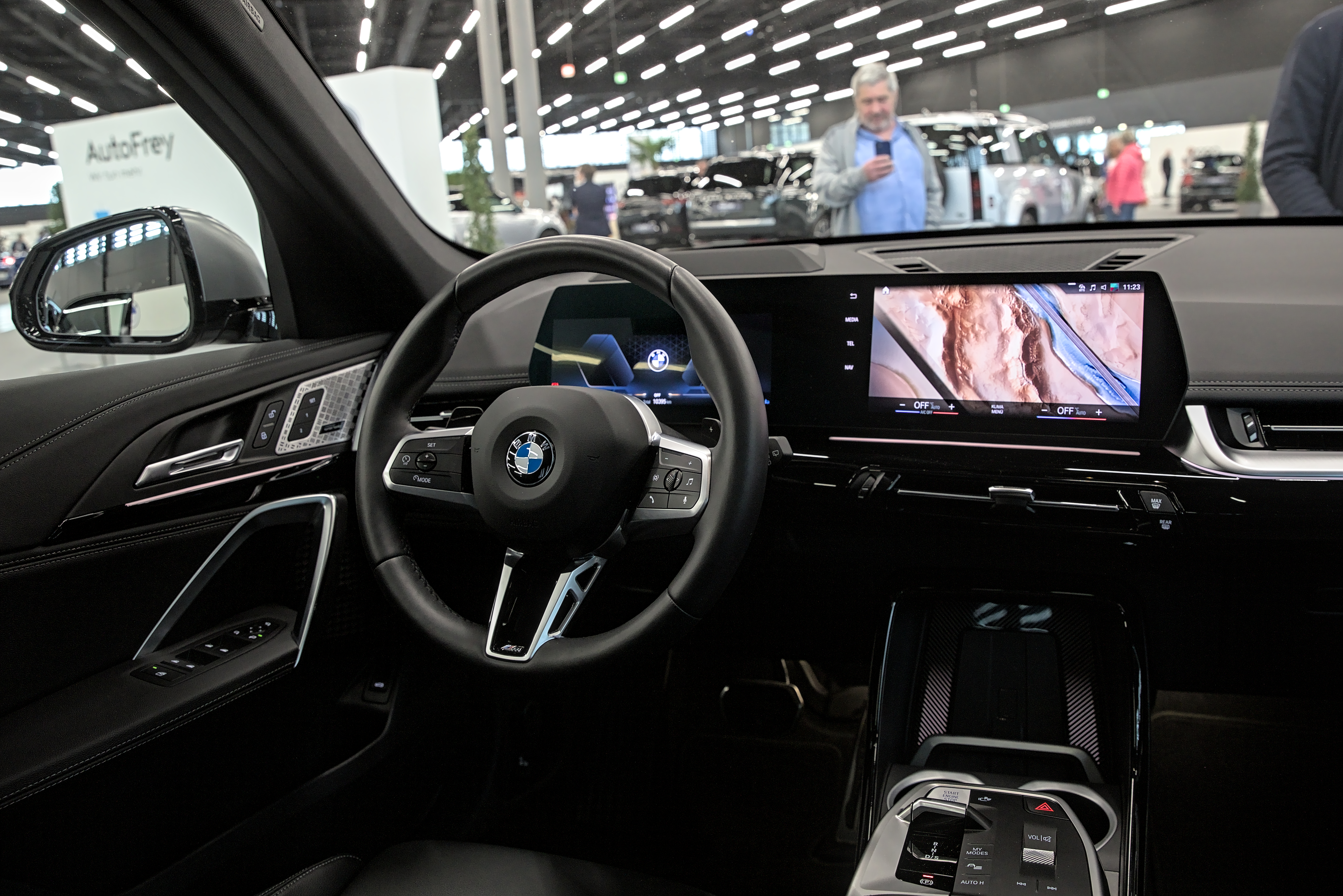
A BMW iX3 belső tere

## Töltés
A BMW iX1 egy 64,7 kWh nettó kapacitású (bruttó 68 kWh), 400 voltos architektúrájú lítium-ion akkumulátorban tárolja a mozgáshoz szükséges energiát. Az akkut váltakozó áramról (AC) 11 kW-tal lehet tölteni, de opcionálisan rendelhető hozzá 22 kW-os fedélzeti töltő is. Ez utóbbival a töltés ideje megfelelő töltő esetén 3 órára rövidíthető, ami éjszakai töltéshez ideális.
Egyenáramról (DC) maximum 130 kW-os teljesítménnyel tud tölteni. A navigációban a kinézett töltőt célként beállítva a BMW iX1 is automatikusan előkondicionálja az akkumulátort, de ha Android Auto vagy Apple Carplay rendszeren más navigációs szoftvert használunk (vagy nem használunk semmit), akkor a menüben kézzel is elindítható az akkumulátor. Ezzel a töltési maximummal a gyári adatok szerint mindössze 29 percig tart feltölteni az akkut 10 százalékról 80 százalékra.